# Пиренейские войны
Пирене́йская война́ — совокупность вооружённых конфликтов на Пиренейском полуострове в ходе наполеоновских войн начала XIX века, в которых Наполеоновской империи противостоял союз Испании, Португалии и Великобритании.
Война в Испании началась с Мадридского восстания 2 мая 1808 года, жестоко подавленного французскими войсками. Боевые действия на полуострове не затихали до самого низложения Наполеона в 1814 году и содержание пиренейских армий требовало огромных материальных ресурсов.
Британия воспользовалась проблемами испанской метрополии для того, чтобы прирастить свои колониальные владения. Именно на это время пришлись неоднократные попытки англичан закрепиться в Южной Америке (см. британские вторжения в вице-королевство Рио-де-ла-Плата).
В некоторых отношениях Испанская кампания послужила репетицией Русской кампании 1812 года: отсутствие решающего сражения, широкомасштабное партизанское движение, проблемы с подвозом амуниции по враждебно настроенной территории — всё это изматывало силы оккупантов. Как результат наполеоновская армия терпела болезненные неудачи (битва при Байлене и др.).
В то же время для англичан Пиренеи стали основным театром сухопутных боевых действий, где в полной мере проявился полководческий талант герцога Веллингтона. Да и сам Наполеон признавался на острове св. Елены: «Эта несчастная война в Испании стала кровоточащей раной, первопричиной несчастий Франции».

## Предпосылки
До 1808 года политику Испании определял всемогущий временщик Мануэль Годой — фаворит королевы Марии-Луизы, жены ограниченного и безвольного короля Карла IV. Годой держался политики союза с французами, закреплённой договором в Сан-Ильдефонсо (1796 год) и рядом последующих соглашений. Тильзитский мир 1807 года развязал Наполеону руки в отношении Британии и её союзников, каковых на континенте оставалось, по сути, двое — Швеция и Португалия.
Российский император взялся разобраться со Швецией, в то время как задачу усмирения Португалии французскому императору пришлось решать самостоятельно. Наиболее эффективным способом давления на Британскую империю виделся подрыв её торговли. Португальские порты, всегда открытые для британских судов, представляли громадную брешь в задуманной Наполеоном системе континентальной блокады. Через 2 недели после свидания императоров в Тильзите в Лиссабон поступил ультиматум Наполеона, требовавший немедленно закрыть порты для англичан и вступить в войну на стороне Франции.
Португальцы, чьи дружественные связи с англичанами уходили вглубь веков, всячески тянули время. Ввиду того, что в Лиссабоне на это требование не согласились, между Наполеоном и Испанией состоялся тайный договор о завоевании и разделе Португалии. Договором в Фонтенбло (27 октября 1807 года) Наполеон подтвердил Годою своё намерение оккупировать север Пиренеев. Лично Годою за лояльность было обещано княжество на юге Португалии. 13 ноября было объявлено о низложении Браганского дома. Наполеон получил возможность ввести свои войска в Испанию, занять все пространство до реки Эбро и обменять его впоследствии на португальские земли.

## Первое вторжение французов

### 1807 год
Ещё 17 октября 1807 года 25-тысячный 1-й наблюдательный Жирондский корпус генерала Жюно перешёл испанскую границу, а 12 ноября уже достиг Саламанки. Несмотря на утомление войск и недостаток продовольствия, Жюно, по приказанию Наполеона, на другой день двинулся дальше. Из Саламанки в Лиссабон ведут 2 дороги: одна через Сиудад-Родриго, Коимбру и Лейрию по богатой местности, но кружная; другая, южная, кратчайшая, через Алькантару — Абрантес — Сантарем, но пролегающая по местам бесплодным, диким и пересечённым. Жюно избрал вторую, как сближавшую его с испанским корпусом, ожидавшим его в Алькантаре и демонстрировавшим к Гибралтару с целью отвлечь внимание Португалии. 18 ноября Жюно достиг Алькантары, от которой шёл 2 колоннами; дожди, плохие дороги, недостаток средств довели войска до бедственного состояния, мародёрство солдат ожесточило жителей, которые мстили нападением на команды отставших. 24 ноября Жюно был в Абрантесе, заняв авангардом у Пунгеты переправу на реке Зезере.
В тот же день адмирал Сидней Смит, прибывший с британским флотом, объявил блокаду Лиссабона; королевский двор во главе с королём Жуаном VI сел на британские корабли и отправился в Бразилию.
Однако и положение Жюно было опасное. К 26 ноября он собрал в Пунгете едва 6 тысяч человек без артиллерии и обозов; тем не менее, он принял смелое решение идти со своим слабым авангардом в Лиссабон, которого и достиг 30 ноября с 11,5 тысяч человек, не встречая нигде сопротивления. Только через 3 недели собралось в Лиссабоне до 16 тысяч французов.
Испанские войска генералов Таранко и Солано заняли северные и южные провинции Португалии. Жюно вступил в управление страной, собрал 100 миллионов франков контрибуции, распустил половину португальской армии (36 тысяч человек), а из оставшихся — 12-тысячный корпус отправил во Францию, а 6 тысяч распределил по дивизиям своего корпуса, получившего название Португальской армии.
В конце 1807 года для поддержки последней в Испанию был отправлен II наблюдательный Жирондский корпус Дюпона (25 тысяч человек) и наблюдательный береговой корпус Монсея (24 тысячи человек). Дюпон занял Вальядолид, Монсей расположился в Бискайе. Кроме того, Восточная Пиренейская дивизия (12 тысяч человек) Дюгема собиралась в Перпиньяне и готовилась вступить в Испанию.

### 1808 год
Во время семейных раздоров в испанском королевском доме присутствие французских войск в Испании беспрерывно усиливалось. Дюгем вошёл в Каталонию и овладел городами Фигерас и Барселона. Монсей продвинулся далее и стал за Дюпоном. Место Монсея заняла Западно-Пиренейская дивизия маршала Бессьера (19 тысяч человек), расположив свои гарнизоны в Памплоне и Сан-Себастьяне. Вскоре вся страна до реки Эбро была занята французами. Мюрат был назначен главнокомандующим.
Наполеон, при посредстве подкупленного Годоя, вмешался в семейные раздоры испанского королевского дома. Действуя в интересах французов, Годой убедил короля Карла IV в необходимости бежать из Испании в Южную Америку (по примеру португальского монарха). Однако по дороге к морю королевский двор был перехвачен в Аранхуэсе т. н. «фернандистами», которые добились отставки Годоя и передачи власти сыну короля — Фердинанду VII.
В то же время Наполеон направил Мюрата взять под контроль Мадрид. Французские войска двинулись к Мадриду, который и заняли 23 марта. Обоих испанских королей, отца и сына, Наполеон вызвал для объяснений в Байонну, куда они прибыли 30 апреля. После этого произошёл ряд интриг и давлений со стороны Мюрата. Оказавшись в плену у Наполеона, оба монарха отреклись от короны, и в результате всего этого произошло избрание на испанский престол брата Наполеона, неаполитанского короля Жозефа Бонапарта, а неаполитанский престол был передан Мюрату. Вступив в Мадрид, Мюрат распорядился выслать во Францию оставшихся членов королевской семьи.

«Расстрел французами мадридских повстанцев 3 мая 1808 г.» Картина Гойи

Все эти события произвели сильные волнение в народе и спровоцировали народные возмущения 2 мая, которые были жестоко подавлены. Однако волна протестов покатилась по всем провинциям Испании, и в течение десятка дней вся Испания поднялась против французов, положив начало партизанскому движению. Во всех провинциях образовались правительственные хунты, севильская стала во главе, астурийская обратилась за помощью к Великобритании. Вооружённые жители становились в ряды армии, которая возросла до 120 тысяч человек. Генералу де-ла-Романа, находившемуся с 16-тысячным испанским отрядом в Дании, было послано приказание возвратиться морем в Испанию. В Кадисе французская эскадра адмирала Розильи досталась испанцам. Дюгем был заперт в Барселоне.
Со своей стороны, Наполеон сделал распоряжения для обеспечения сообщений Мадрида с Байоной. Бессьеру приказано охранять эту дорогу и усмирить Бискайю и Астурию, а также наблюдать за Галисией, куда отступили войска из занятых французами провинций, соединившись с испанским корпусом, прибывшим из Португалии; Англия, снабжая Галисию деньгами и оружием, могла сама высадить десант в Ла-Корунье.
Испанские войска под Гибралтаром, сообщавшиеся с гарнизонами южных крепостей, севильская хунта и богатство Андалусии заставили Наполеона направить туда генерала Дюпона с 2 своими дивизиями и одной из португальских армий; против арагонских ополчений на Валенсию и Куэнсу был послан Монсей; на Сарагосу (узел путей из Франции в Мадрид) был направлен Лафевр-Денуэт (6 тысяч человек) из корпуса Бессьера; подвижные колонны охраняли сообщения Монсея и Дюпона со столицей. Французская армия (70 тысяч человек), прикрывая Мадрид, имела, таким образом, возможность угрожать важнейшим пунктам, сосредоточить против них превосходящие силы и сопротивляться 120 тысячам испанцев, хотя весьма разбросанным, но поддерживаемым всеобщим восстанием.
Бессьер, усмирив Бискайю и Кастилию и выслав дивизию к Сарагосе, направился против генерала Куэста, шедшего с 7 тысячами человек от Вальядолида к Бургосу, и разбил его 12 июня при Кабезоне; затем, узнав о соединении Куэсты с галисийской армией генерала Блэка, Бессьер двинулся против них (30 тысяч человек) и разбил 14 июля при Медина-дель-Рио-Секко. Блэк отступил в Галисию, Куэста — через Леон. Бессьер, преследуя Куэсту, занял Леон. Эта победа открыла дорогу в Мадрид новому королю Жозефу.
Лефевр, прибыв к Сарагосе 15 июля, вынудил генерала Палафокса, разбитого на переправах через Эбро (Тудела, Маллен), запереться в этой крепости. 29 июля дивизия Вердье (10 тысяч человек), высланная Бессьером, прибыла на поддержку в Каталонию, не обратив внимания на некоторые крепости, которые сделались опорными пунктами для народных ополчений. Монсей, направленный с 10 тысячами человек в Валенсию, разбил генерала Каро, который заперся в Валенсии, затем направился в провинцию Мурсию и разбил войска Сербелони; однако Монсей вынужден был вернуться в Сент-Клемент, ввиду начавшегося движения у него в тылу испанских ополчений.

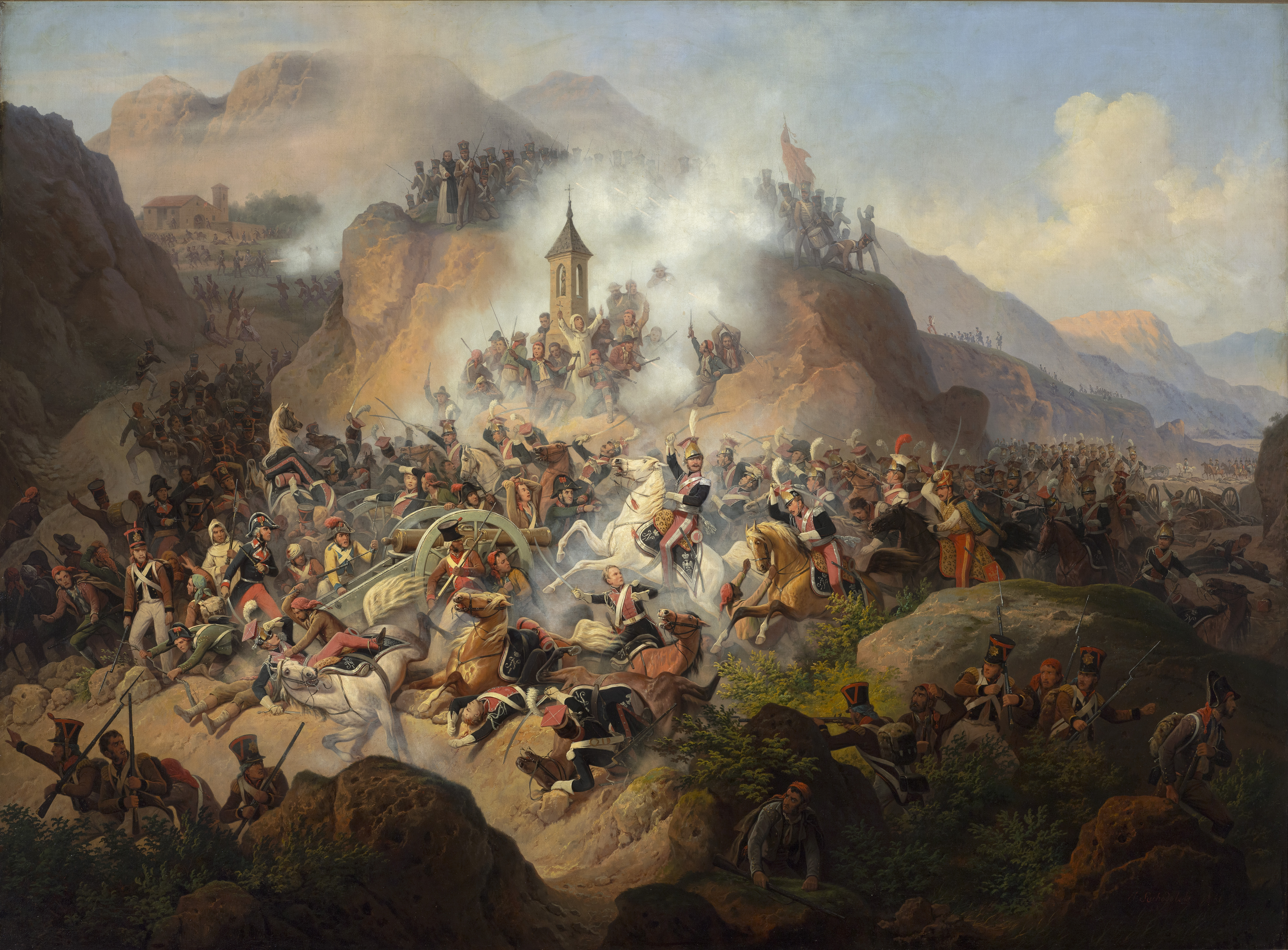
Польские уланы

Тем не менее, дела французов начали принимать благоприятный оборот. Жозеф прибыл в Мадрид с подкреплениями, победа Бессьера обеспечила столицу со стороны северных областей, Сарагоса была близка к сдаче, народный энтузиазм ввиду беспрерывных неудач стал слабеть, как вдруг неожиданная капитуляция 23 июля Дюпона (18 тысяч человек) в поле, окружённого при Байлене испанцами, дала делу новый оборот, расстроила планы Наполеона и снова подняла дух испанцев.
Жозеф, поражённый этим событием, покинул Мадрид и 1 августа отступил вместе с Монсеем за реку Эбро; Бессьер отошёл туда же; Вердье, успевший уже овладеть предместьями Сарагосы, был также отозван; Рейль от Жиронны отступил к Фигерасу, Дюгем, бросив обозы, заперся в Барселоне. Сосредоточив свои войска в Лиссабоне, Жюно решил держаться там, противодействуя восстанию подвижными колоннами, что ему удавалось до прибытия англичан.
На помощь Португалии англичане отправили сэра Артура Уэллсли (позже лорд Веллингтон) с 9-тысячным корпусом на берег Галисии; к нему должен был присоединиться отряд (5 тысяч человек) Спенсера из Кадиса и 10 тысяч Мура из Швеции, действовавшие там против русских и уже вызванные оттуда. Главнокомандующим всеми этими силами был назначен генерал Далримпл, комендант Гибралтара. Уэллсли отправился в Португалию, где, соединившись с отрядом Спенсера, высадился с 1 по 6 августа при устье Мондего.
Жюно, с целью задержать англичан до сосредоточения французских войск, выслал генерала Лаборда (31,5 тысяч человек) на Лейрию и генерала Луазона (7 тысяч человек) туда же из Абрантеса. Лаборда, предупреждённый англичанами, отступил к мысу Ролис, где, прикрывая дорогу на Лиссабон и сообщения с Луазоном, занял позицию; здесь он 17 августа выдержал упорный бой, после которого отступил к Торрес-Ведрасу, где уже находился Жюно (12 тысяч человек). Уэллсли (14 тысяч человек), имея в резерве португальцев (6 тысяч человек), дошёл 19 августа до Вимейру; 21 августа Жюно атаковал при Вимейру англичан, но, потерпев поражение, отступил к Торрес-Ведрасу. Жюно, предвидя скорое прибытие Мура в Португалию, угрожаемый восстанием в Лиссабоне и не надеясь соединиться с французской армией, уже отступившей за реку Эбро, предложил перемирие и капитуляцию, которая и была заключена 30 сентября во дворце Келуш. Согласно ей, Лиссабон был передан англичанам, а французские войска перевезены морем во Францию (в Киберон). При этом русская эскадра адмирала Д. Н. Сенявина, стоявшая в Лиссабонской гавани, вынуждена была отправиться в Англию и находиться там до заключения мира между Англией и Россией. Ровно за один месяц Португалия была очищена от захватчиков.
После удаления французов за реку Эбро в Аранхуесе составилась правительственная хунта; испанцы взялись за организацию вооружённых сил, за укрепление Жироны, Тарагоны, Сарагосы, Валенсии и Бадахоса; войска были разделены на 4 армии: левофланговая армия (30 тысяч галисийских войск, 8 тысяч генерала Романа, прибывшего из Дании, 7 тысяч астурийцев, всего 45 тысяч человек) генерала Блэка направлена через Бильбао против правого фланга французов на реке Эбро; центральная армия (Эстремадурская, генерала Галюццо и графа Бельведерского, 42 тысячи человек) — на центр французов, за ней в резерве кастильский корпус (12 тысяч человек) генерала Сен-Жана, для обеспечения столицы; правофланговая армия состояла из войск Кастаньоса (30—40 тысяч человек) и Палафокса (17 тысяч и ополчения 10 тысяч) и направлялась для охвата левого фланга французов и занятия Памплоны, действуя в связи с центральной; 4-я армия, Вивеса (30 тысяч человек), была собрана в Каталонии и назначалась для осады Барселоны. Кроме того, английские войска Мура (20 тысяч человек) выступили из Португалии в Корунью, соединились с английской дивизией Бэрда и предприняли наступательные действия. Таким образом, многочисленные, но разбросанные испанские войска намеревались предпринять наступление против 50 тысяч сосредоточенных французов; при этом войска были не обучены, начальники неопытны и несолидарны между собой, а распоряжения хунты, раздираемой несогласиями, не соответствовали обстоятельствам.
Тем не менее, Жозеф не воспользовался ошибками испанцев: Бургос и Туделу, прикрывавшие его фланги, вопреки приказанию Наполеона, оставил и расположил Бессьера (16 тысяч человек) у Понте-Лары, в центре — резервы (7 тысяч человек) и прибывший из Франции корпус Нея (43 тысячи человек) за рекой Лограньо, Монсея (17 тысяч человек) — на левом фланге, за рекой Арраго.

## Второе вторжение французов

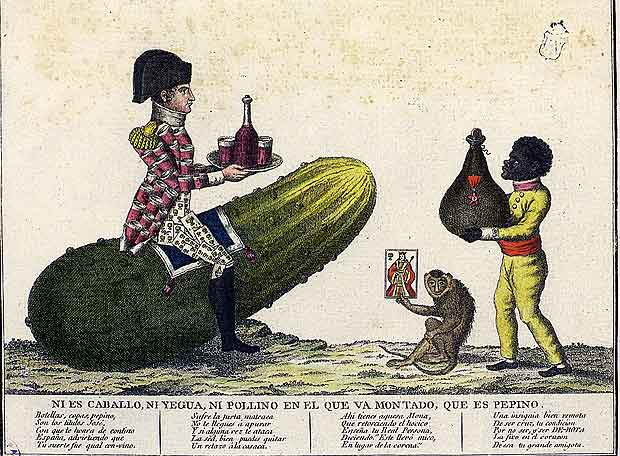
Испанская карикатура на короля Жозефа Бонапарта

Между тем Наполеон, обезопасив себя со стороны Австрии и Пруссии союзом с Александром I в Эрфурте, решил лично отправиться в Испанию, куда большая часть его войск двинулась ещё в сентябре. Все силы, бывшие уже за Пиренеями и следовавшие туда, были распределены на 8 корпусов и резерв: I корпус — Виктора (28 тысяч человек), II корпус — Сульта (28 тысяч человек, бывших Бессьера), III корпус — Монсея (18 тысяч человек), IV корпус — Лефевра (20 тысяч человек), V корпус — Мортье (24 тысяч человек), VI корпус — Нея (29 тысяч человек), VII корпус — Сен-Сира (35 тысяч человек), VIII корпус — Жюно (19 тысяч человек), гвардия Вальтера, кавалерийский резерв Бессьера — всего до 250 тысяч человек.
В Испании Наполеон в первый раз встретился с несокрушимой силой народа, отстаивавшего свою политическую независимость. Он понял свою ошибку, направив первоначально в Испанию незначительные силы, составленные из новобранцев и сведённые в импровизированные части, и развил теперь необычайную деятельность, формировал новые части, стягивал часть войск из Германии и устраивал в Байонне склады всевозможных запасов. Реорганизовав свою испанскую армию и доведя её до указанного состава (250 тысяч), Наполеон в октябре решил перейти границу. План его был основан на разбросанности испанцев; ограничиваясь обороною на флангах, он решил прорвать слабый испанский центр и затем уничтожить разделённые части Испанской армии, разбросанные на 500 км, не имея общего главнокомандующего, исполняющие сложный план, имея дело с противником, почти равным по силам и более сосредоточенно расположенным.
Сведения о направленных к французам подкреплениях заставили испанцев торопиться с открытием военных действий. В конце сентября армия Блэка перешла в наступление, вытеснила французов из Бильбао и направилась им в тыл. 31 декабря IV французский корпус, занявший место II корпуса, притянутого к центру, был атакован Блэком при Сорносе но, отбросив испанцев и преследуя их, снова занял Бильбао. I корпус был послан Наполеоном из Витории к Рейносе для обхода Блэка; II и VI корпуса, гвардия и резерв следовали к Бургосу; III корпус оставлен против Кастаньоса и Палафокса; V и VIII корпуса ещё следовали к Пиренеям.
Блэк 7 ноября без успеха атаковал при Генесе авангард IV корпуса и отступил к Эспиносе, где занял позицию. Виктор после 2-дневного боя заставил Блэка отступить, с потерей в 10 тысяч человек, к Леону, где он едва собрал 15 тысяч человек. Сульт (II корпус) 10 ноября был встречен графом Бельведерским у Гаманаля, впереди Бургоса, испанцы потерпели поражение. Хотя Сульту, шедшему на Рейносу, и не удалось преградить отступление остаткам армий Блэка, но зато он очистил от вооружённых сил противника Бискайю, занял Старую Кастилию и Леон. Лефевр (IV корпус) пошёл в Вальядолид, а I корпус соединился в Бургосе с гвардией и VI корпусом. Узнав о движении Мура к Саламанке, Наполеон посылает 3 кавалерийские дивизии в Паленсию, для прикрытия себя с этой стороны, а VI корпус и дивизию из Аранды — через Сорию и Агреду в тыл армий Кастаньоса (андалузской) и Палафокса (арагонской). Ланн, получивший приказание действовать против их левого фланга, переправился через Эбро в Лодосе с 30 тысячами человек, атаковал арагонскую и андалузскую армии (45 тысяч человек) 25 октября при Туделе и разбил их. Палафокс с армией заперся в Сарагосе, а Кастаньос, собрав 12 тысяч человек в Калатаюде, направился через Сигуэнсу на Мадрид.
Теперь Наполеон, обеспеченный с флангов, направил I корпус, гвардию и резервную кавалерию 29 октября на Мадрид. Кастильская армия обороняла дефиле у Сомосьерры. Удачная атака гвардейских улан на батареи, поставленные поперёк дефиле, прорвала центр испанцев и обратила их в бегство. 2 декабря французы подошли к Мадриду, а 4 декабря 1808 года он сдался.
Между тем Мур (19 тысяч человек) 12 ноября занял Саламанку. 28 ноября Бард высадился в Корунье. Получив известие о взятии Мадрида и обособленном расположении II корпуса в Сальдане, Мур соединился с отрядом Барда 20 декабря в Майорге и, имея 25 тысяч человек, направился в Саагун с целью напасть на Сульта. Наполеон, узнав об этом в тот же день, выступил 22 декабря из Мадрида с VI корпусом, гвардией и резервной кавалерией на Тордесильяс, намереваясь отрезать Мура. Жюно, вступившему уже в Бургос, приказано было подкрепить Сульта; часть конницы осталась в Мадриде; Лефевр занимал Талаверу, а I корпус — Толедо.
27 декабря Наполеон прибыл в Медину-де-Риосеко; однако Мур (80 тысяч человек) успел вовремя отступить. Наполеон следовал за ним до Асторги, а дальше Сульт и Жюно (всего 35 тысяч человек). Ней следовал в виде резерва несколько позади. С остальными войсками Наполеон 1 января вернулся в Вальядолид. Мур достиг 12 января Коруньи с 19-тысячной расстроенной и утомлённой армией. Неприбытие для посадки флота, задержанного погодой в Виго, заставило Мура принять сражение. 16 января Сульт атаковал его, но без успеха. Мур был смертельно ранен, но его войска успели сесть на суда; 20 января Корунья сдалась французам.
Во время движения Наполеона к Асторге остатки андалузской и кастильской армий приблизились к Мадриду, но Лефевр, перейдя Тахо в Альмарасе, опрокинул их на Мериду, а Виктор разбил 13 января при Уклесе герцога Инфантадо, преемника Кастаньоса, и захватил 30 орудий и 8 тысяч пленных. После сражения при Туделе III корпус, принятый Жюно, и V корпус, всего 40 тысяч человек, под командованием Ланна, приступили к осаде Сарагосы.
Сен-Сир (VII корпус) в ноябре вступил в Каталонию (20 тысяч человек) для освобождения запертого в Барселоне Дюгема (15 тысяч человек). Сен-Сир для обеспечения своих сообщений осадил крепость Рос и овладел ей 3 декабря. После этого он принял смелый план: оставив в тылу свою артиллерию и дивизию Рея для обеспечения тыла, с 17 тысяч человек (продовольствие на руки на 4 дня, патронов 50 на ружьё, все остальное навьючено на артиллерийских лошадей) он двинулся через 40-тысячную армию Вивеса в Барселону. Благодаря искусно исполненному маршу Сен-Сиру удалось миновать высланные ему навстречу испанские отряды и достигнуть Гостальриша.
Вивес, сняв осаду Барселоны, двинулся с 15 тысячами человек на Сен-Сира. 16 декабря при Кардеде без выстрела в глубоких колоннах, атакою в штыки, Сен-Сир опрокинул испанцев, захватив всю артиллерию и боевые припасы, в которых так нуждались французы. Затем, соединившись с Дюгемом, Сен-Сир преследовал Вивеса, настиг его 21 декабря при Молино-дель-Рей и снова разбил испанцев. Рединг, сменивший Вивеса, в течение 10 дней был разбит 16 февраля при Луканье и 25 февраля при Альковере и отступил к Таррагоне.
Таким образом, за 2 месяца Наполеон рассеял 3 армии, занял столицу, вынудил Мура оставить Испанию, вёл осаду Сарагосы и усмирил Каталонию. Точность расчётов Наполеона, быстрота и энергия исполнения представляют выдающийся пример подготовки и ведения операций. Группировка его сил представляет высокий образец военного искусства; ни одно сражение, в случае проигрыша, не нарушило бы плана Наполеона и не помогло бы испанцам. Сопротивление испанцев не могло бы долго продолжаться, средства истощились, дух народа упал, французы готовились уже вторгнуться в Андалусию и Португалию, как предстоящая война с Австрией вызвала Наполеона в Париж, куда отправлена и гвардия из Вальядолида.

### 1809 год

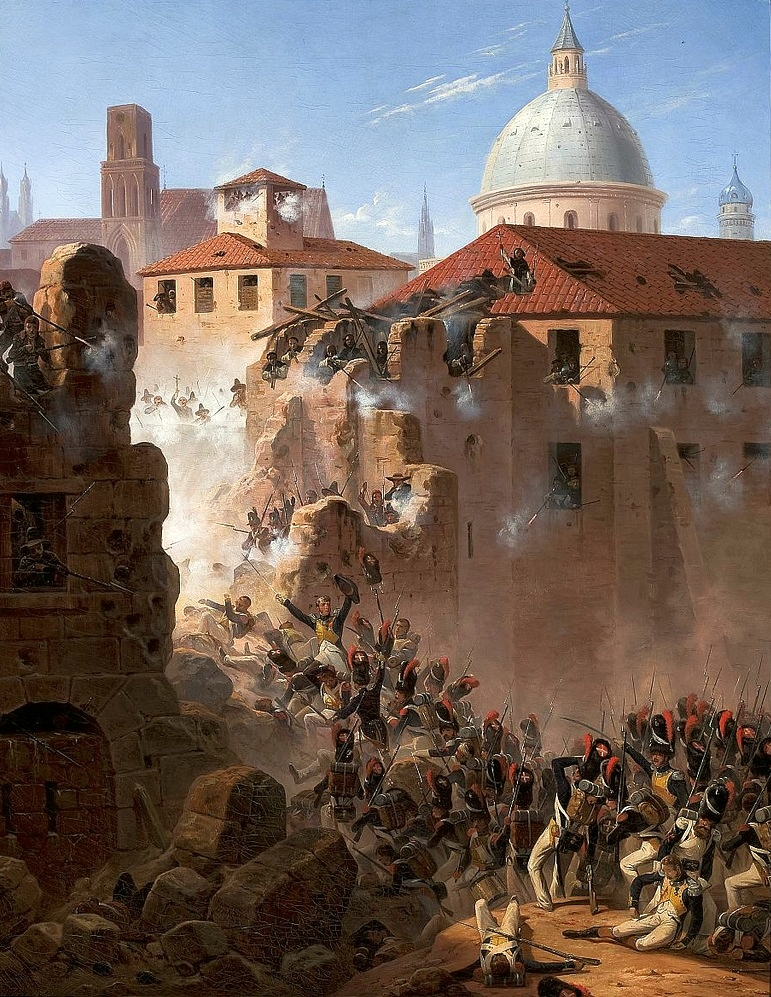
Штурм Сарагосы поляками в 1808 году. Картина Суходольского

Сарагоса, защищаемая 20 тысячами регулярных войск и 40 тысячами жителей, под командованием Палафокса, держалась против III (Монсея) и V (Мортье) корпусов. Наконец, после знаменитой в истории обороны, крепость 21 февраля пала.
III корпус остался в Арагоне, V корпус отправлен в Кастилию. Наполеон, отъезжая во Францию, предписал: Сульту (II и VIII корпуса, 47 тысяч человек) занять Португалию; Нею (VI корпус, 18 тысяч человек) обеспечить тыл Сульта, занимая Галисию; Виктору (I корпус, 25 тысяч человек) из Талаверы направиться долиной реки Тахо к Лиссабону; дивизии генерала Лаписса (9 тысяч человек) идти на Алмейду и содействовать прочим войскам.
Португальская армия Фрейра (25 тысяч человек), сформированная англичанами, располагалась впереди Браги и прикрывала северную границу Португалии; генерал Сильвейро с остатками корпуса Романы и ополчением (всего 15 тысяч) занимал провинцию Траз-уж-Монтеш; генерал Крэдок (6 тысяч англичан) прикрывал Лиссабон со стороны Алкантары.
Сульт, в начале февраля, прибыл в Туй на реке Миньо. 1 марта его авангард, следуя через Оренсе, разбил при Монт-Алегре испано-португальские войска. Романа отступил в Испанию, а Сильвейр к Шавишу, где 18 марта капитулировал. 20 марта французы, разбив войска Фрейра, заняли Брагу. 29 марта Сульт штурмом взял Порту. Затем высланные Сультом отдельные отряды заняли Виану, Валенсу, Брагансу и другие важные пункты. Устроив прочную базу в Порту, Сульт стал выжидать известий от Лаписса и Виктора, которые должны были действовать в связи с ним.
Между тем Себастьяни, принявший IV корпус от Лефевра, наблюдал за остатками (12 тысяч человек) андалусской армии, а Виктор, находясь в Талавере, готовился к походу в Португалию, но движение его задерживалось Эстремадурской армией Куэсты (24 тысяч человек). 27 марта при Сьюдад-Реале Виктор разбил эту армию, отняв всю артиллерию.
После соединения Куэсты с герцогом Альбукерским силы его снова возросли до 25 тысяч. Тем не менее, 28 марта Виктор снова разбил их при Медельине. Войска Куэсты рассеялись, а он сам с несколькими батальонами отступил в Андалусию, где начал формировать новую армию. Французы заняли Мериду.
Лаписс, сделав неудачную попытку напасть на Сьюдад-Родриго, окружённый восставшими, двинулся через Алькантару к Мериде на соединение с Виктором.
Однако, несмотря на эти успехи французов, положение Сульта в Португалии сделалось опасным. Сильвейра стал тревожить его тыл; Веллингтон, принявший командование над всеми британскими войсками, вновь высаженными (25 тысяч человек) в Португалии, создал объединённую британо-португальскую армию и начал действовать наступательно. Ней, занятый охранением портов и войсками Романы в Астурии и Южной Галисии, не мог поддержать Сульта.
Между тем Веллингтон, расположив дивизию Макензи в Абрантеше для обеспечения Лиссабона против Виктора, удерживаемого новой армией Куэсты (30 тысяч человек), сам двинулся (15 тысяч англичан, 10 тысяч португальцев) к Порту, а генерала Бересфорда направил на Ламегу. 12 мая Веллингтон подошёл к Порту, который был занят (12 тысяч человек) Сультом, а генерал Луазон (6 тысяч человек), действовавший против Сильвейры, стоял в Раго, после своей переправы в Амаранте через реку Тамега. 13 мая англичане, переправившись через Дуро, вынудили Сульта к отступлению из Порту; он пошёл на Амаранте, надеясь соединиться с Луазоном, но узнав, что Луазон уже был вытеснен Сильвейром и Бересфордом из Амаранте, направился в Вимаренс. Здесь Сульт, пожертвовав своей артиллерией и тяжестями, пробрался горными тропами в Вимаренс, где и соединился с Луазоном и Лоржем, вышедшим из Валенсы. Затем Сульт двинулся через Ланхосе в Руибаэнск, но там узнал, что Бересфорд готовится преградить ему дорогу. Бросив последнюю артиллерию (Луазона) с голодной и расстроенной армией по едва проходимым тропам, Сульт пошёл через Монт-Алегро в Оренсе, куда и прибыл, с потерею 2 тысячи человек и 57 орудий, 19 мая, сделав в 8 дней в непрерывных боях 170 километров.
Двинувшись затем в Луго, 23 мая Сульт освободил блокированную здесь войсками Романы французскую бригаду, поддерживавшую связь между Леоном и Галисией. Здесь Сульт соединился с Неем. Они скоро очистили Галисию. Сульт для укомплектования своего корпуса приблизился к Мадриду и к Виктору и вступил в Леон, а 2 июля занял Самору.
Недостаток продовольствия и опасность, угрожавшая Мадриду, где Жозеф мог противопоставить не более 50 тысяч соединениям Веллингтона и южных испанских армий, побудили Нея собрать все гарнизоны Галисии и также двинуться к Мадриду. 8 июля он прибыл в Асторгу. Виктор, занимавший Алькантару, узнав об отступлении Сульта и движении Куэсты к Альмарасу, снова отошёл к Талавере.
После отступления Сульта из Португалии Веллингтон двинул все свои войска на юг против Виктора, оставив Бересфорда для защиты северо-востока Португалии. Переговоры с Куэстой и хунтой задержали его до 27 июня в Абрантесе. Веллингтон, не зная о движении Сульта к Саморе, соединился в Опорозе только с Куэстою и следовал правым берегом Тахо за Виктором, отступавшим за реку Альберес. Жозеф, оставив 3 батальона для обороны Мадрида, с остальными войсками поспешил на помощь Виктору. Себастьяни, оставив небольшой отряд против Венегаса и 2 тысяч человек в Толедо, присоединился к ним же (всего 40 тысяч человек). Сульт с II, V и VI корпусами двигался к Пласенсии с целью, сосредоточив войска в Саламанке, действовать на сообщения Веллингтона с Лиссабоном.
Несмотря на советы Сульта, убеждавшего короля выждать содействия его 50-тысячной армии, Жозеф решил немедленно атаковать. Куэста, шедший впереди Веллингтона, был отброшен авангардом Жозефа к Талавере, где Веллингтон, заняв сильную позицию, принял его на себя. Атака Виктора 27 июня не удалась, также безуспешны были все усилия французов и 28 июня, потеряв около 8 тысяч человек и 8 орудий, французы отступили. Себастьяни отошёл к Толедо, Жозеф к Мадриду, а Виктор остался за рекой Альберес.
Однако движение Сульта ставило Веллингтона в трудное положение, а потому он направился против него, но, убедившись вскоре, что Сульт его значительно превосходит в силах, отступил через Арзобиспо на левом берегу Тахо. Куэста, оставленный против Виктора, также отступил и сдал командование Егии. Веллингтон, отойдя после перехода реки Тахо в Трухильо и потеряв время в несогласиях с хунтой, удалился в Бадахос, а оттуда в Португалию. Часть испанских войск последовала за ним, а другая присоединилась к Венегасу. Не надеясь на своих союзников и желая иметь опорный пункт, который в случае неблагоприятных обстоятельств позволил бы ему удержаться до прибытия подкреплений, а также обеспечить свою амбаркацию, Веллингтон приступил к сооружению знаменитого в истории Торрес-Ведрасского лагеря.
Жозеф не воспользовался создавшимся благоприятным положением для перехода в наступление и предпочёл ожидать отправленных к нему после Ваграмского сражения подкреплений; поэтому II корпус остался в Пласенсии, VI корпус отправлен в Вальядолид. Ней действовал против отряда Вильсона и отбросил его через дефиле Банас в Португалию. Генерал Келлерман, прибывший с драгунской дивизией из Вальядолида, вместе с генералом Маршаном, принявшим VI корпус от Нея, остановил начавшиеся успехи испанцев, напав на них при Альбе, и снова занял Саламанку.
Себастьяни после сражения при Талавере поспешил в Толедо, куда приближался с армией Венегас. 11 августа Себастьяни, выйдя из Толедо, разбил при Альмонасиде испанцев, которые отступили за Сьерру-Морену. Маркиз Арейсага, принявший от Венегаса армию, усиленную до 60 тысяч человек, 19 ноября был разбит французами при Оканье.
В Каталонии, после сражения при Молино-дель-Рей, регулярная армия (40 тысяч человек) готовилась к наступлению. Рединг направил большую её часть (30 тысяч человек) к Вилафранке против французов, которые были широко расположены. Но, вследствие медлительности движения, Рединг позволил Сен-Сиру сосредоточить 22 тысячи человек, и, когда испанцы атаковали оба фланга французов, Сен-Сир 11 февраля прорвал слабый центр и опрокинул Рединга на Капельядес, занял Вальс и отрезал его от Таррагоны. Желая открыть себе туда путь, Рединг 25 февраля снова атаковал французов, но был отбит и потерял всю артиллерию. Часть его войск все же успела прорваться в Таррагону, а остальные отступили в Лериду и Тортосу. Сен-Сир, обложив Таррагону и простояв 6 недель, за недостатком продовольствия и осадных средств, отошёл к Вику, где и прикрывал осаду Жероны, затруднявшей своим положением сообщения французов между Перпиньяном и Каталонией.
Блэк, сменивший Рединга, укомплектовал свою армию войсками Мурсии и Валенсии и, воспользовавшись отступлением VII корпуса, двинулся к Арагону на III корпус, расположенный в районе Сарагосы. В начале апреля Блэк занял Альканис. Сюше, недавно принявший III корпус, был в трудном положении: кругом народное восстание и банды герильяс, войска корпуса (13 тысяч человек) разбросаны, осада истощила силы; тем не менее, 23 мая он атаковал Блэка при Альканисе, но был отбит. Получив подкрепления (5 батальонов) из Франции, Сюше снова атаковал Блэка и вынудил его бежать в Тортосу. Однако в конце августа Блэк двинулся на помощь Жероне и успел её снабдить припасами. Вторая такая же попытка Блэка не удалась. Блэк отступил к Тортосе, и Жерона 12 декабря сдалась Ожеро, сменившему Сен-Сира.

## Позиционная борьба

### 1810 год

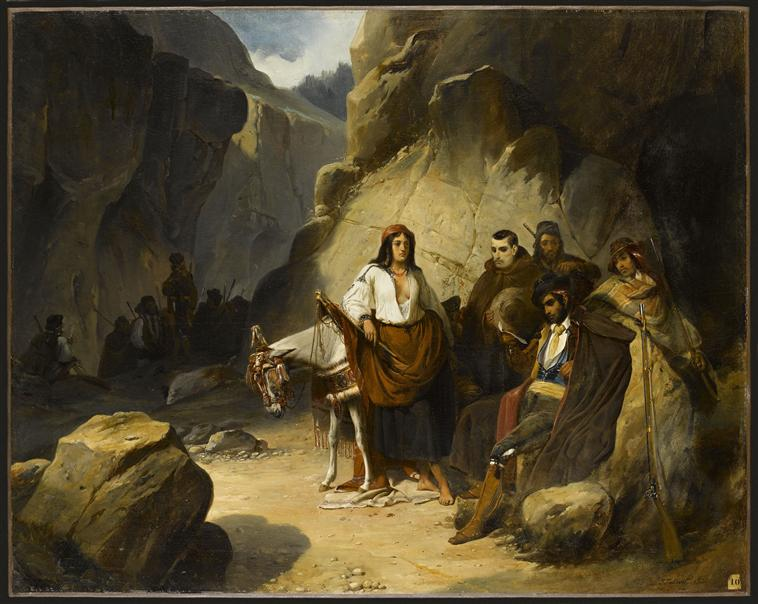
Испанские гверильясы. Худ. Пьер Жюль Жолливе, около 1850 г.

Успешно окончив войну с Австрией, Наполеон снова направил в Испанию большие силы, с целью вытеснить Веллингтона из Португалии. Испания же, лишённая содействия англичан, могла противопоставить лишь остатки своих разбитых армий.
Все французские корпуса были укомплектованы, новый VIII корпус Жюно вступил в Испанию, генерал Друэ формировал в Байоне IX корпус. Наполеон поручил Массене с II, VI и VIII корпусами (60 тысяч человек) действовать по правому берегу Тахо, а Жозефу с I, IV и V корпусами (50 тысяч человек) содействовать ему по левому берегу; но когда этот план должен был приводиться в исполнение, Жозеф, по совету Сульта, предпринял операцию, удалявшую его от цели, намеченной Наполеоном. Пользуясь победой при Окане, почти уничтожившей южную испанскую армию, Жозеф сосредоточил корпуса Виктора, Себастьяни и Мортье, гвардию и резервы Дессоля у северной подошвы Сиерры-Морены, отбросил правый фланг шедшего против него Аррицага и затем направил: Виктора — на Кордову, которая и была занята 22 января; Себастьяни — на Хаен и Гранаду; сам же с центром двинулся через Андухар к Севилье. Вместо того, чтобы идти к важному пункту, Кадису, Жозеф потерял время на овладение Севильей, которую и занял 31 января. Удовлетворённый этими успехами, он, сдав командование Сульту, возвратился в Мадрид.
В январе 1810 года маршал Сульт приступил к завоеванию Андалусии, выдавив повстанцев на крайний юг полуострова, в Кадис. Между тем сам Кадис сделался новым центром испанского правительства и новых формирований, поддерживаемых англичанами; Сульт же только 8 февраля появился перед Кадисом, но к этому времени Кадис был уже занят левым флангом армии Аррицага и сильно укреплён. Сульт окружил его с суши укреплёнными линиями. Виктор расположился в этих линиях; Мортье стоял в Севилье; Дессоль — в Кордове и Хаене; на левом фланге Себастьяни наблюдал за Гренадой и Малагой. В военных действиях настало затишье.
Отдельные испанские отряды (Романы, Белестероса, Блэка, Мендисабаля и др.) наполнили всю Испанию и вели ожесточённую партизанскую войну, уклоняясь от столкновений с французскими подвижными колоннами; они всюду поднимали население к восстанию. Однако в Андалусии, благодаря искусному управлению Сульта, было спокойно.
В то время, когда Сульт действовал в Андалусии, Жюно (VIII корпус) занял Асторгу. Ней, вернувшись к своему VI корпусу, 11 февраля подошёл к Сьюдад-Родриго, но не смог его взять и отошёл к Саламанке. Ренье (сменивший Сульта) со II корпусом наблюдал у Алькантары за английским корпусом Гилля. Что же касается Массены, то он, с уходом Сульта в Андалусию, считал себя недостаточно сильным, чтобы предпринять решительные действия против Веллингтона, а потому решил подвигаться вперёд более осторожно, пока Сульт будет в состоянии его подкрепить.
Массена снова осадил Сиудад-Родриго и взял его через 25 дней, 10 июля. 27 августа сдалась Альмейда. Веллингтон, занимавший до того Альмейду, отошёл в долину реки Мондего и стал держаться выжидательного образа действий; его войска располагались: Гилль (15 тысяч человек) — при Понтадегро; главные силы (30 тысяч человек) — при Целорико; резерв Лейта (10 тысяч человек) — при Томаре.
Массена, обеспечив свои сообщения взятием Альмейды, 16 сентября двинулся на Целорико. Веллингтон, притянув к себе Гилля, занял крепкую позицию при Бусаку, прикрывая дороги на Коимбру и Лиссабон. Массена, притянув к себе Ренье, 27 сентября атаковал Веллингтона при Бусаку, но был отбит с потерею 4150 человек.
Несмотря на это, Массена прошёл между морским берегом и левым флангом англичан и стал на их сообщении, а Веллингтон, вместо того, чтобы самому действовать на сообщения французов, поспешно отошёл к Торрес-Ведрасской позиции, куда и прибыл 1 октября, а к 19 октября сосредоточил там до 60 тысяч человек. Массена, имея 40 тысяч человек, не решился атаковать Веллингтона и ограничился бомбардированием. Его армия, удалённая от своих складов, терпела нужду. Англичане же, наоборот, ни в чём не нуждались, имея подвоз флотом.
В связи с этим Массена в середине ноября отошёл к Сантарему, где в конце декабря подошёл к нему IX корпус Друе. Веллингтон пошёл за ним, но, узнав об усилении Массены, не решился его атаковать и отошёл частью войск в укреплённый лагерь, а часть расположил по квартирам в окрестностях Лиссабона. Массена, не видя возможности улучшить своё положение и тем более атаковать Веллингтона, отошёл 4 марта 1811 года со своих позиций перед линиями Торрес-Ведрас и в конце марта достиг Целорико, а оттуда Гуары, с целью там остановиться. Однако Веллингтон сильно преследовал французов, а потому Массена через Сиудад-Родриго отошёл к Саламанке. Веллингтон обложил Альмейду, а для прикрытия осады занял позицию у Фуэнтес-де-Оньоро. 3 и 5 мая Массена неудачно атаковал Веллингтона и снова отошёл к Саламанке.
В Арагоне Сюше после сражений при Марии и Бельчите, водворив спокойствие в стране, занялся приведением в порядок своих войск. Готовясь к покорению пунктов по нижней Эбро, он получил приказание Жозефа, занятием Валенсии, облегчить действия южной армии. В начале марта Сюше, разбив Каро, подошёл к Валенсии, но, не будучи в состоянии ею овладеть, возвратился к Сарагосе и в начале апреля обложил Лериду. Генерал Одонель, прибывший из Таррагоны на помощь Лериде, был разбит 23 апреля при Маргалесе. 13 мая Лерида взята штурмом.
Наполеон, недовольный действиями Ожеро в Каталонии, сменил его Макдональдом и приказал последнему овладеть Тортозой и содействовать Сюше. Однако Сюше уже упредил приказание Наполеона и обложил Тортозу с правого берега Эбро. Макдональд, отвлечённый набегами гверильясов, мог только к декабрю оказать помощь Сюше одной дивизией, а остальными войсками обложил Таррагону. Тортоза сдалась 2 января 1811 года.
Таким образом, обширные предначертания Наполеона не были все выполнены. Массена не мог вынудить Веллингтона оставить полуостров. Сульт действовал очень осторожно, не овладел Кадисом и не обеспечил свой правый фланг, оставив в руках испанцев крепость Бадахос. Вся страна была в восстании, банды гверильясов наполнили все государство, весьма затрудняли действия французов и прерывали сообщения. Несмотря на огромные силы, введённые в Испанию, было мало надежды на скорое окончание войны.

### 1811 год
В начале 1811 года к Веллингтону прибыли подкрепления из Англии, что побудило его к наступлению. В начале января Сульт, согласно приказанию Наполеона оказать помощь Массене против Веллингтона, для чего предварительно овладеть важной крепостью Бадахос, предприняв осаду Оливенцы и Бадахоса. Первая пала 22 января, после чего Сульт все усилия сосредоточил на Бадахосе, занятом 10 тысячами войск Манехо.
Узнав о движении Сульта, Веллингтон немедленно послал в Эстремадуру из Торрес-Ведраса отряд (10 тысяч человек) Мендисабаля (вместо умершего Романы), который и вошёл в Бадахос, так как Сульт, выделив отряды, имел под рукою лишь 15 тысяч человек, которыми не мог вполне обложить крепость, а держал войска только на левом берегу Гвадианы. Общая вылазка Мендисабаля, вскоре после его прибытия, была французами отбита, после чего он, чтобы не дать своему большому гарнизону съесть запас провианта, двинулся по правому берегу и занял за Геборой наблюдательную позицию. Сульт тотчас же воспользовался этим разделением сил: в ночь на 19 февраля, переправившись через Гвадиану, нанёс Мендисабалю поражение в битве при Геборе (из 10 тысяч человек едва 1,5 тысячи было собрано в Эльвасе). Вскоре, 11 марта, Бадахос сдался.
Однако покушение англо-испанцев против Кадисского блокадного корпуса не позволило Сульту воспользоваться одержанным успехом. Ещё 20 февраля 6 тысяч англичан и 8 тысяч испанцев генералов Грэхэма и Лапены были отправлены морем из Кадиса в Тарифу с целью атаковать, в отсутствие Сульта, войска Виктора. 5 марта они атаковали Виктора и Шикланские линии. Виктор намеревался уже отступить, но несогласия между Грэхэмом и Лапеной избавили его от этого, и ему не пришлось бросать осадный парк.
Сульт, оставив Мортье в Бадахосе, с несколькими батальонами резерва поспешно двинулся в Андалусию, что было очень своевременно, так как этим он отклонил Бальестероса от движения его с низовьев Гвадианы в Севилью; Бальестерос был разбит 12 апреля Мортье, который, выйдя из Бадахоса, овладел 16 и 20 марта Кампо-Маиором и Альбукерком. Однако эти успехи запоздали оказать помощь Массене против Веллингтона; Массена с 4 марта уже начал своё отступление.
В это время Веллингтон, преследуя Массену, отправил 20 марта Бересфорда (25 тысяч человек) на помощь Бадахосу. Когда 23 марта Бересфорд подошёл к Понталегро, Латур-Мобур, сменивший Мортье (отозванного во Францию), отошёл через Лерену к Фуенто-де-Кантос, где соединился с Сультом; отступая, он оставил гарнизоны в Бадахосе и Оливенце. Бересфорд, соединившись с испанскими войсками, действовавшими в Гвадиане, осадил и 15 апреля взял Оливенцу.
Веллингтон обложил Альмейду, а для прикрытия осады занял позицию у Фуэнтес-де-Оньоро. В начале мая Веллингтон лично явился к Эстремадуре и 3 мая осадил Бадахос, выдвинув для прикрытия осады Бересфорда на позицию при Альбуере. 3 и 5 мая Массена неудачно атаковал Веллингтона у Фуэнтес-де-Оньоро и снова отошёл к Саламанке.
Бересфорд 16 мая был атакован соединёнными силами Латур-Мобура и Сульта. Потеряв около 8 тысяч человек, Сульт отступил к Лерене, где получил также 8 тысяч подкреплений. Веллингтон, на основании донесений Бересфорда, предполагал, что Сульт соберёт все свои силы для освобождения Бадахоса; поэтому, оставив Спенсера (18 тысяч человек) против Мармона, сменившего Массену, он двинулся на Гвадиану. Мармон мог воспользоваться удалением Веллингтона для решительных действий против Спенсера, но, вследствие приказания Наполеона о соединении с Сультом для совместных операций, двинулся фланговым маршем через Пласенцию и Альмарас, прикрывшись дивизиями, высланными к Сьюдад-Родриго, которые должны были также снабдить эту крепость запасами.
Одновременно и Сульт пошёл из Лерены через Альмендралежас, и оба, соединившись 17 июля в Трухильо, двинулись затем с 60 тысячами человек на Кампо-Маиор — путь отступления Веллингтона, но он успел отойти через Кампо-Маиор на нижнее течение Тахо, откуда в августе направился в Сиудад-Родриго и 5 сентября его обложил.
Между тем удаление Сульта и слабость французов, оставшихся в Андалусии, побудили Блэка (6 тысяч человек), отделившегося от Веллингтона, и Бальестероса осадить Севилью и Гренаду.
После ухода Веллингтона в Португалию Сульт оставил I корпус на реке Гвадиане и быстро возвратился в Андалусию. Мармон также вернулся на правый берег Тахо, оставив для связи с Сультом 1 дивизию в Алькантаре. 22 сентября в Таламесе он соединился с северной армией Дорсена, наблюдавшей на реке Дуро за северными областями; притянув же к себе дивизию из Алькантары, Мармон имел уже возможность вступить в бой с Веллингтоном и двинулся против него. Веллингтон уклонился от боя, снял осаду Сиудад-Родриго и отступил в Зегюбаль.
Однако в то время, когда дивизия из Алькантары двинулась на присоединение к Мармону на правом берегу Тахо, дивизия Жерара, оставленная на Гвадиане, была атакована корпусом Гилля (15 тысяч человек) при Айро-де-Молино (23 октября) и отступила с большими потерями. Сам же Мармон, хотя и преследовал Веллингтона при его отступлении на Зегюбаль, но не решился атаковать его на позиции и отступил к Саламанке, где и расположился на широких квартирах.
Веллингтон, узнав, что Мармон отправил 3 дивизии (10 тысяч Монбреня) в Аликанте для содействия экспедиции против Валенсии, подошёл 8 декабря к Сиудад-Родриго и 21 декабря овладел крепостью штурмом, прежде чем Мармон собрал свои разбросанные по квартирам войска и явился на выручку. Исправив укрепления и оставив 5-тысячный гарнизон, англичане снова отошли в Португалию.
Военные действия в Северной Испании ограничивались партизанской войной гверильясов и экспедициями против них французских подвижных колонн.
Что касается действий французов в Каталонии, то там Сюше в начале мая обложил Таррагону и, несмотря на замедление осадных работ нападениями каталонской милиции на Фигерас, после упорной борьбы Таррагоны, взял её 28 июня штурмом. Вскоре Сюше, отойдя к Лериде (откуда внезапно обложил замок Мон-Серрат — опорный пункт гверильясов и овладел им), закончил завоевание Южной Каталонии.
Затем Сюше перенёс свои действия против Валенсии. Получив подкрепления, Сюше 20 сентября подошёл к Мурвиедро (древний Сагунт). Произведённые им внезапное нападение, а затем штурм, были отбиты. Блэк (25 тысяч человек) вышел из Валенсии 25 октября на помощь Сагунту. Сюше, оставив под его стенами 5 тысяч, с остальными войсками (27 тысяч) вышел навстречу Блэку, прорвал центр испанцев, растянувшихся на 14 километров, и вынудил их отступить в Валенсию, с потерею 6 тысяч человек и 12 орудиями. На следующий день пал Мурвиедро после 20-дневной осады.
Сюше продвинулся до реки Гвадалаквивира и выжидал прибытия подкреплений из Франции. Блэк (30 тысяч человек) занимал правый берег этой реки от Манисы до моря. После прибытия 2 дивизий Рейля Сюше 25 декабря, демонстрируя с фронта, перешёл реку и напал на левый фланг испанцев. Отброшенный к морю, Блэк (18 тысяч) заперся в Валенсии. Сюше его атаковал, и после 8-дневной осады и бомбардировки, 9 января 1812 года, Валенсия была взята. Блэк, после неудавшейся попытки прорваться, капитулировал.
Несмотря на успехи Веллингтона в 1811 году, положение французов в Испании, хотя и трудное, все же предвещало им как бы скорое окончание войны. Расстроенные испанские войска, состоя из необученных людей, не могли сопротивляться французам. Испанские генералы действовали без связи; успехи Сюше и Сульта давали возможность все силы французов направить против англо-португальской армии. Однако война Наполеона с Россией разрушила эти надежды.

### 1812 год

Первая французская империя в 1812 году

В начале 1812 года противостояние армий зашло в тупик. Наполеон принял решение разделить умиротворённую Каталонию на департаменты и присоединить их к Франции. Огромные приготовления Наполеона к походу в Россию не только не позволили усилить войска в Испании, но даже заставили его вызвать оттуда около 50 тысяч опытных войск и заменить их новобранцами. Северная армия расформирована, гвардия отозвана, разделение на корпуса уничтожено. Тем не менее, силы французов в Испании были до 135 тысяч человек, помимо Арагонской и Каталонской армий. Южная армия Сульта (45 тысяч человек) находилась в Андалусии; Португальская армия Мармона (45 тысяч человек) — в окрестностях Саламанки; Центральная армия Журдана охраняла Мадрид; Сугам (12 тысяч человек) — в Кастилии; дивизия Бонне и несколько отрядов — в Леоне, Астурии и Бискайе. Союзники: англо-португальская армия Веллингтона (75 тысяч человек) и подчинённые ему 60 тысяч испанских регулярных войск.
В марте 1812 года Веллингтон, перейдя на левый берег Тахо, двинулся к Бадахосу и овладел им 6 апреля. Сульт на один день опоздал на выручку и вернулся в Севилью.
Мармон вступил в Португалию, дошёл до Кастель-Бранко, предполагая действовать на сообщения Веллингтона, но, узнав о падении Бадахоса и приближении Веллингтона, вернулся к Саламанке.
Заняв Сьюдад-Родриго и Бадахос, Веллингтон решил наступать против Мармона, так как действия в этом направлении угрожали длинной операционной линии французов от Байоны до Кадиса и вынуждали, в случае удачи, к очищению ими южных областей. В конце мая Гилль овладел Альмарасом и тем самым пресёк сообщения между Мармоном и Сультом. 13 июня Веллингтон (60 тысяч человек) двинулся к Саламанке, но затем остановился, не переходя реку Дуро, в Руеде. Мармон (45 тысяч человек), отвлёк Веллингтона атакой на Торо, а сам 17 июля переправился в Тордесильясе, откуда, угрожая обходом правого фланга, вынудил последнего отойти к Саламанке. Там 22 июля произошла неудачная для французов битва. Клозель, заменивший раненого Мармона, отошёл к Бургосу, а король Жозеф (12 тысяч человек), шедший на помощь Мармону, двинулся на Сеговию, чтобы отвлечь Веллингтона от Клозеля.
Сражения при Саламанке имело важные результаты. Веллингтон, выслав для преследования Клозеля 2 дивизии Ансона, с остальными войсками двинулся к Мадриду и занял его 12 августа. Жозеф с центральной армией отступил к Валенсии и требовал поддержки Сульта, который 24 августа снял осаду с Кадиса (она продолжалась уже 2,5 года) и оставив южные провинции, соединился с ним в Альмансе.

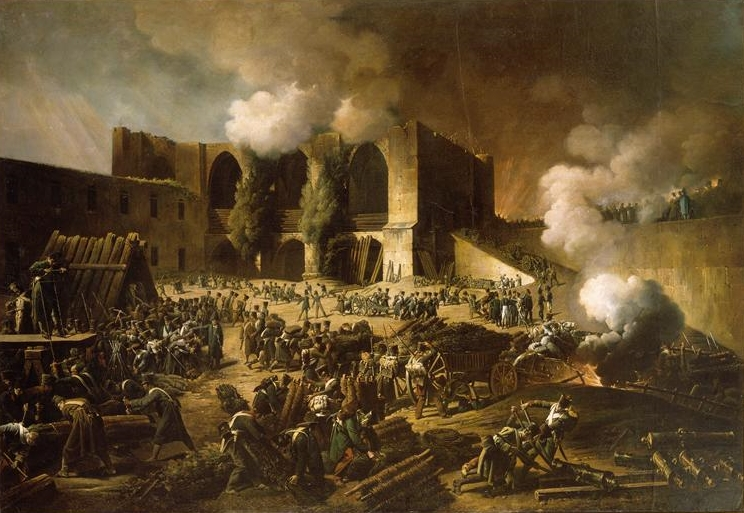
Осада Бургоса Веллингтоном в сентябре-октябре 1812 года

1 сентября Веллингтон, узнав, что Клозель, приведший свои войска в порядок, теснит Ансона за реку Дуро, оставил Гилля с 3 дивизиями в Мадриде и двинулся против Клозеля, но тот укрылся за рекой Эбро. Тогда Веллингтон осадил замок Бургос. 2 его штурма были отбиты, а приближение Клозеля к Бургосу и Южной армии к Мадриду заставило Веллингтона 22 октября снять осаду Бургоса и отойти за Дуро. 30 октября Гилль оставил Мадрид и соединился 4 ноября с Веллингтоном в Аревале.
Веллингтон не воспользовался своим центральным положением в отношении разделённых сил французов для поражения их по частям. 10 ноября соединённые французские армии, под командованием Сульта, двинулись на Альбу, в тыл Веллингтона, но он успел отойти в Португалию.
На востоке Испании действия французов ограничились стычками с гверильясами. Действия Сюше против Аликанте не имели успеха. В июне и июле английская эскадра, прибывшая в Аликанте, высадила десант (12 тысяч человек) генерала Майтленда, но овладеть Денией не удалось.

## Изгнание французов

### 1813 год

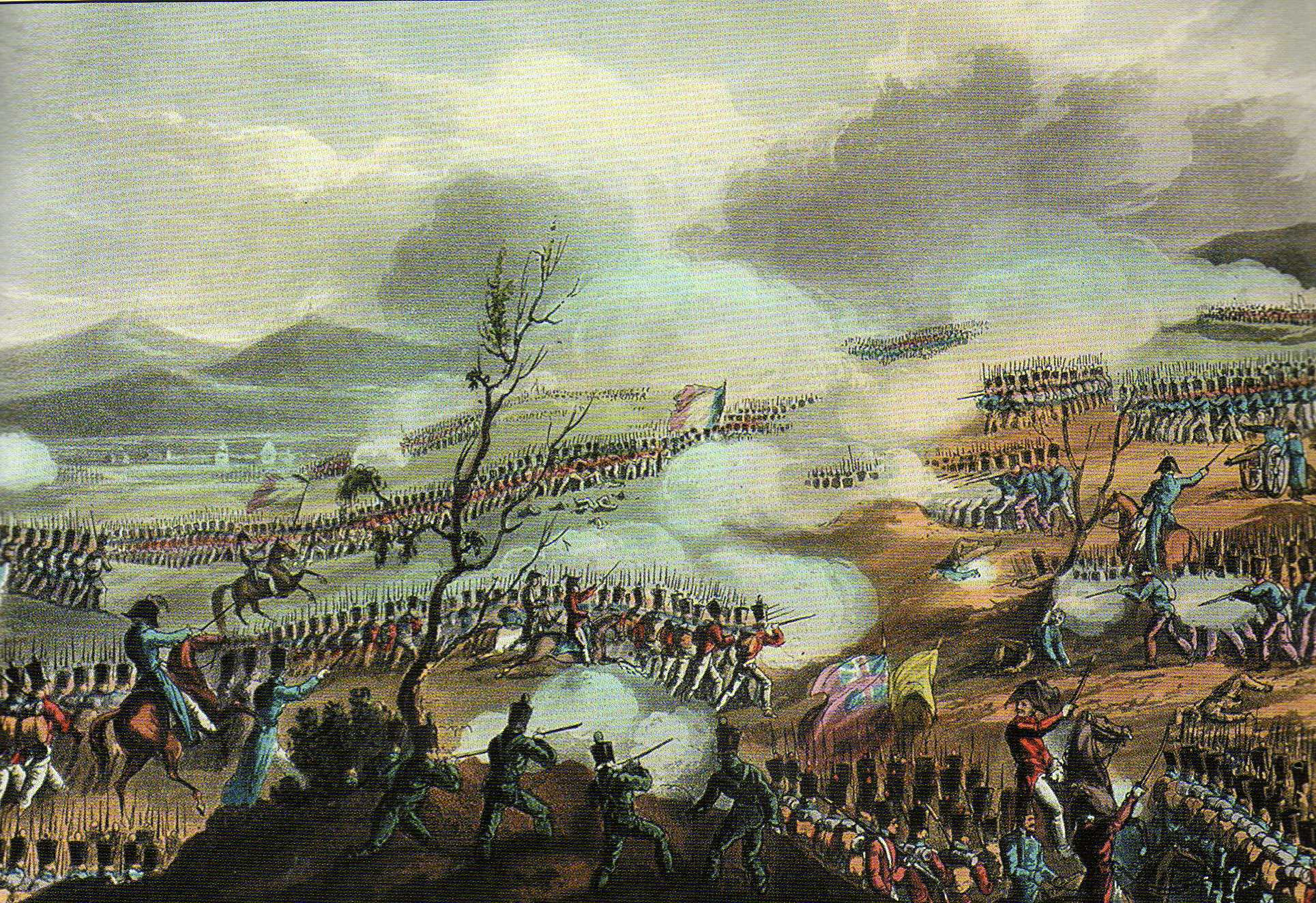
Битва при Нивеле, 10 ноября 1813 г.

После удаления французов из южных областей началось деятельное формирование кортесами регулярных войск. Англо-португальская армия подкреплениями усилилась до 80 тысяч человек. Веллингтон, имея, кроме того, 50 тысяч испанских войск, решил в начале 1813 года перейти в наступление против разбросанных от Тахо до Дуро 4 французских армий (85 тысяч человек): Северной армии Клозеля, Португальской — Рейля, Центральной — Друе и Южной — Газана (под общим командованием Жозефа и его начальника штаба Журдана, вместо Сульта, отозванного в Германию).
Веллингтон, демонстрируя испанскими отрядами против французских флангов на Мадрид и Бильбао, двинулся в мае на Паленсию. Жозеф, зная об уничтожении Великой Армии в России, предпочёл сохранение своей армии владению Мадридом и отступил к Виттории; южная армия из Толедо присоединилась к нему в Вальядолиде. На военном совете было решено отойти к Виттории.
21 июня Веллингтон атаковал французов у Виттории и разбил их. Французы, отрезанные от Байонны, отступили по Памплонской дороге, долинами Ронсево и верхнего Бидассоа, в Сен-Жан и Ангое и заняли горные проходы. Союзники обложили Памплону. Грагам с левым флангом двинулся на Бильбао; однако генерал Фуа, собрав разбросанные отряды, упредил Грагама в Толоcе и отступил к Бидассоа. Клозель, прибывший в Витторию 22 июля, уклонился к Сарагосе и, присоединяя по дороге гарнизоны, достиг Олерона. 1 июля сдался Панкорбо. Преследуя отступающих французов, испанцы к 21 июля достигли Пиренейских гор, причём Сульту удалось потеснить их на перевалах Майя и Ронсеваль. Приступ союзников к Сан-Себастьяну (25 июля) был отбит с большими потерями.
Сульт, вновь назначенный главнокомандующим, восстановил порядок и дисциплину в армии и, желая поднять дух армии и освободить Памплону, предпринял в конце июля наступление через проход Маия и Ронсеваль против правого фланга союзников, но после 9-дневных боёв, так называемых «Пиренейских битв», отступил в свои укреплённые позиции, с потерею 6 тысяч человек. Не удалось и наступление Сульта 31 августа с целью выручить Сан-Себастьян, который капитулировал.
Веллингтон 7 октября форсировал реку Бидасоа, служившую франко-испанской границей, и вошёл в пределы Франции. 1 ноября пала Памплона, и Веллинттон двинул все свои силы против Сульта, отступившего в укреплённый лагерь при Байонне. После 3-дневного боя (11 — 13 декабря) на берегу реки Нива, стоившего обеим сторонам 12 тысяч человек потерь, сильное утомление союзников заставило Веллингтона расположиться между Байонной и Сен-Жаном. Сульт, после несчастного окончания похода 1813 года в Германии, помышлял только о защите южной границы от вторжения и расположился на южной Адуре и Бидузе.
Сюше в начале года удачно действовал против испано-сицилийской армии Муррая (30 тысяч человек); после сражения при Виттории двинулся сначала к Сарагоссе на соединение с Клозелем, но, так как последний отступил, то Сюше также отошёл за реку Лобрегат. Соединившись здесь с войсками Декаена, он предполагал участвовать в совместном наступлении Сульта для выручки Памплоны, но вторжение Грагама во Францию нарушило эти расчёты.

### 1814 год
Отрезвев после поражения при Лейпциге, Наполеон осознал дальнейшую неспособность поддерживать испанский фронт. Сепаратный мир с испанским королём был заключён 11 декабря в замке Валансе, где тот был заточён все последние годы. Но собрание кортесов этот договор не признало, война продолжалась, пока Фердинанд не вернулся в Мадрид в марте 1814 года.
Тем не менее, Наполеон взял у Сульта 15 тысяч человек, а у Сюше 20 тысяч для защиты Франции. Веллингтон же, усиленный до 100 тысяч человек, перешёл 14 февраля в наступление, оставив Гопа (35 тысяч человек) для блокады Байонны, и оттеснил Сульта за Гав д’Олерон, а затем к Ортезу. 27 февраля Веллингтон атаковал Сульта, который отступил к Сен-Северу, и оттуда повернул на Тарб. Это искусное движение остановило успехи Веллингтона, удалило опасность от центра Франции, сосредоточив военные действия в южных департаментах, и облегчило Сульту соединение с Арагонской армией, отступавшей к границам Франции.
19 марта Веллингтон перешёл к Тарбу, а Сульт отступил к Тулузе через Сен-Годенс. 4 апреля союзники, кроме Гилля, двинулись вниз по реке Жероне, а 8 апреля, после переправы, атаковали французов. 10 апреля состоялось сражение при Тулузе, в котором французы потерпели поражение. В ночь на 12 апреля Сульт отступил на соединение с Сюше, который прибыл в Нарбонну. 13 апреля союзники вступили в Тулузу, и Веллингтон, получив известие об отречении Наполеона и о прекращении войны, уведомил о том Сульта, который, однако, продолжал свои движения до 15 апреля, когда было заключено перемирие. Последний бой при Байонне произошёл 14 апреля.

## Статистика
| Страны                               | Население 1808 г. | Войск     | Солдаты убитые, умершие от ран, пропавшие без вести | Солдаты, умершие от болезней | Раненые    |
| ------------------------------------ | ----------------- | --------- | --------------------------------------------------- | ---------------------------- | ---------- |
| Великобритания                       | 11 600 000        | 65 000    | ~10 000                                             | 2-3 тыс.                     | 20 000     |
| Испания                              | 11 800 000        | 200 000   | ~140 000                                            | 80 000                       | 40-50 тыс. |
| Португалия                           | 2 960 000         | 30 000    | ~10 000                                             | 5 000                        | 4-5 тыс.   |
| Всего                                | 26 360 000        | ~300 тыс. | 160 000                                             | ~90 000                      | ~ 70 тыс.  |
| Франция                              | 29 150 000        | 200 тыс.  | 100 000                                             | 50 000                       | 70 000     |
| Союзники Франции (в основном поляки) |                   |           |                                                     |                              | 41 500     |
| Всего                                | 29 150 000        | 200 000   | 100 000                                             | 50 000                       | 237 200    |
| Всего                                | 55 510 000        | 0.5 млн   | 260 000                                             | 140 000                      |            |

## Последствия
Освободительная борьба в Испании стала одной из первых национальных войн и одним из первых примеров эффективности масштабных партизанских движений — хрестоматийный образец асимметричной войны. Хотя во время французской оккупации французы уничтожили испанскую администрацию, которая раскололась на провинциальные хунты (в 1810 году возрождённое национальное правительство укрепилось в Кадисе) и оказалась не в состоянии набирать, обучать, или оборудовать эффективную армию, однако неспособность Наполеона успокоить народ Испании позволила испанским, британским и португальским силам оставаться в Португалии и донимать французские силы на границах, а испанским партизанам уничтожать оккупантов в самой Испании. Действуя согласованно, регулярные и нерегулярные силы союзников предотвратили подчинение французами мятежных испанских провинций.

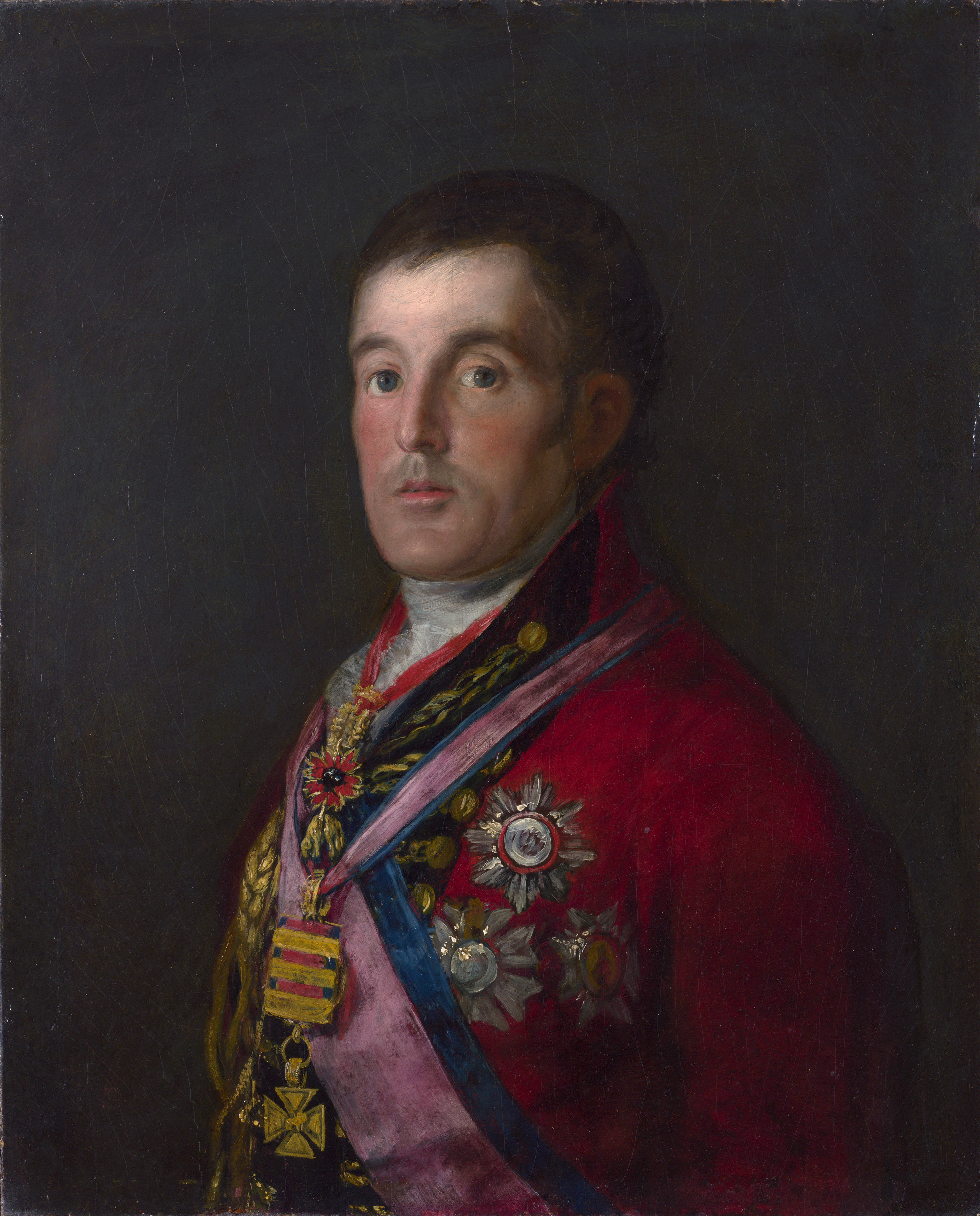
Артур Уэлсли, герцог Веллингтон на портрете кисти Франсиско Гойи

Годы боёв в Испании постепенно измотали Наполеона и его Великую Армию. Хотя французские войска нередко побеждали в бою, их линии сообщения часто перерезались партизанскими отрядами, что затрудняло боевые действия. Хотя французы разбили испанскую армию и отодвинули её к границам, она не была уничтожена и продолжала сражаться. В 1812 году, когда Франция серьёзно ослабла во время вторжения Наполеона в Россию, соединённые союзные армии под командованием Артура Уэлсли начали продвигаться вглубь Испании. Освободив Мадрид, они преследовали маршала Сульта с его деморализованной армией во время отхода его через Пиренеи во Францию в течение зимы 1813 года.
Война и революция против оккупантов привела к принятию Конституции Испании 1812 года, впоследствии ставшей краеугольным камнем европейского либерализма. Бремя войны уничтожило социальную и экономическую базу Испании и Португалии, открыв путь в эпоху социальных беспорядков, политической нестабильности и экономического застоя. Опустошительные гражданские войны между либеральными и абсолютистскими фракциями, начало которым положили отряды, прошедшие подготовку на этой войне, продолжались в Иберии вплоть до 1850-х годов. Кризис, вызванный потрясениями от вторжения и революции, содействовал обретению независимости большинства колоний Испании в Америке и отделению Бразилии от Португалии.

## Боевое расписание
| - Колонна подполковника Мура (Moore) - Дивизия генерал-лейтенанта Фрейзера (Fraser) - Бригада Бентинка (Bentinck) - 1-й батальон 4-го пехотного полка (889) - 1-й батальон 28-го пехотного полка (926) - 1-й батальон 42-го пехотного полка (918) - Бригада Хилла (Hill) - 1-й батальон 5-го пехотного полка (893) - 1-й батальон 32-го пехотного полка (806) - 1-й батальон 91-го пехотного полка (746) - Приданы: - 1-й батальон 6-го пехотного полка (882) - 1-й батальон 40-го пехотного полка (863) - Артиллерия (1 батарея) (10) - Дивизия бригадного генерала Бересфорда (Beresford) - Бригада Бересфорда (Beresford) - 1-й батальон 9-го пехотного полка (945) - 2-й батальон 43-го пехотного полка (598) - 2-й батальон 52-го пехотного полка (623) - Бригада Фейна (Fane) - 1-й батальон 38-го пехотного полка (900) - 1-й батальон 79-го пехотного полка (932) - 2-й батальон 95-го пехотного полка (744) - Дивизия генерал-майора Э. Паджета (E. Paget) - Бригада Анструтера (Anstruther) - 1-й батальон 20-го пехотного полка (541) - 1-й батальон 52-го пехотного полка (862) - 2-й батальон 95-го пехотного полка (863) - Бригада Алтена (Alten) - 1-й батальон Его Величества германского легиона (871) - 2-й батальон Его Величества германского легиона (880) - 1-й батальон 82-го пехотного полка (830) | - Колонна генерал-лейтенанта Бэрда (Baird) - Бригада Уэрда (Warde) - 1-й батальон 1-го пехотного полка (1340) - 3-й батальон 1-го пехотного полка (1102) - Бригада Маннингэма (Manningham) - 3-й батальон 1-го пехотного полка (728) - 1-й батальон 26-го пехотного полка (870) - 2-й батальон 81-го пехотного полка (719) - Бригада Лейта (Leith) - 1-й батальон 51-го пехотного полка (613) - 2-й батальон 59-го пехотного полка (640) - 1-й батальон 76-го пехотного полка (784) - Бригада Кроуфорда (Crawford) - 2-й батальон 43-го пехотного полка (895) - Отряд 1-го батальона 95-го пехотного полка - Отряд 2-го батальона 95-го пехотного полка - Приданы: - 2-й батальон 14-го пехотного полка (630) - 2-й батальон 23-го пехотного полка (590) - Кавалерия лорда Паджета (Paget) - 7-й гусарский полк (672) - 10-й гусарский полк (675) - 15-й гусарский полк (674) - Колонна генерал-лейтенанта Хоупа (Hope) - 2-й пехотный полк (1) (666) - 36-й пехотный полк (1) (804) - 71-й пехотный полк (1) (764) - 92-й пехотный полк (1) (9l2) - 18-й лёгкий драгунский полк (624) - 3-й лёгкий драгунский полк Его Величества германского легиона (3rd King's German Legion Light Dragoon Regiment) (433) - Артиллерия (3 батареи) (665) |

| - Главнокомандующий: Его Королевское Высочество Иоахим Мюрат - Начальник штаба: дивизионный генерал Бельяр - Начальник артиллерии: дивизионный генерал Ларибосьер - Начальник инженерных войск: дивизионный генерал Лери - Командующий Мадридом: бригадный генерал Обри - Командующий Ретиро: бригадный генерал Годино - Приданы: - дивизионный генерал Мутон - Бригадный генерал Хаберт - Бригадный генерал Франчески - Бригадный генерал Левассер - Бригадный генерал Ожеро - Бригадный генерал Рене - 1-й корпус наблюдения Жиронды: дивизионный генерал Жюно - 1-я дивизия: дивизионный генерал Делаборд - Бригада бригадного генерала Авриля - Бригада бригадного генерала Бренье - 3/15-й линейный полк (1,033) - 2/47-й линейный полк (1,210) - 1/,2/70-й линейный полк (2,299) - 1/,2/86-й линейный полк (2,116) - 1/4-й швейцарский линейный полк (1,190) - 2-я дивизия: дивизионный генерал Луазон - Бригада бригадного генерала Шарло - Бригада бригадного генерала Тмуаре - 1-й временный полк - 3/2-й лёгкий полк (1,255) - 3/4-й лёгкий полк (1,196) - 2-й временный полк - 3/12-й линейный полк (1,302) - 3/15-й линейный полк (1,314) - 3-й временный полк - 3/32-й линейный полк (1,265) - 3/58-й линейный полк (1,394) - 2/2-й швейцарский полк (755) - 3-я дивизия: дивизионный генерал Траво - Бригада бригадного генерала Грендорж - Бригада бригадного генерала Фрезье - 3/31-й лёгкий полк(653) - 3/32-й лёгкий полк полк (983) - 26-й линейный полк (537) - 3/, 4/66-й линейный полк (1004) - 3/82-й линейный полк (86 л) - 1/1-й легион юга (797) - 1/Ганноверский легион (703) - Кавалерийская дивизия дивизионного генерала Келлермана - Бригада бригадного генерала Маргарон - Бригада бригадного генерала Маурин - 1-й временный кавалерийский полк - 4/26-й конноегерский полк (244) - 2-й временный кавалерийский полк - 4/1-й драгунский полк (26 л) - 4/3-й драгунский полк (236) - 3-й временный кавалерийский полк - 4/4-й драгунский полк (262) - 4/5-й драгунский полк (249) - 4-й временный кавалерийский полк - 4/9-й драгунский полк (257) - 4/15-й драгунский полк (245) - Артиллерия и инженерные войска: - 3 артиллерийские роты (1-й, 3-й и 6-й полки (619) - Артиллерийский обоз по контракту Жюльена (375) - 8-й батальон военного снаряжения (303) - 2-й корпус наблюдения Жиронды: дивизионный генерал Дюпон - 1-я дивизия: дивизионный генерал Барбу - Бригада бригадного генерала Паннетье - Бригада бригадного генерала Шабера - 2/1-й гвардейский парижский полк (707) - 2/2-й гвардейский парижский полк (747) - 1/,2/3-й легион резерва (2 057) - 1/,2/,3/4-й легион резерва (3,084) - 1/ Морская пехота императорской гвардии (532) - 2/4-й швейцарский полк (709) - 2-я дивизия: дивизионный генерал Ведель - Бригада бригадного генерала Пуансо - Бригада бригадного генерала Кассань - 1/, 2/,3/5-й резервный легион (2 695) - 1/3-й швейцарский полк (1,178) - 1/, 2/,3/1-й легион резерва (3,011) - 3-я дивизия: дивизионный генерал Фрере - Бригада бригадного генерала Лаваля - Бригада бригадного генерала Ростолланда - 3/15-й лёгкий полк (1,160) - 1/2-й швейцарский полк (1,174) - 1/, 2/, 3-й резервный легион (2,870) - Кавалерийская дивизия дивизионного генерала Фрезия - Бригада бригадного генерала Риго - Бригада бригадного генерала Дюпре - 1-й временный полк тяжёлой кавалерии (778) - 2-й временный полк тяжёлой кавалерии (68 л) - 1-й временный конноегерский полк (556) - 2-й временный конноегерский полк (662) - 6-й временный конноегерский полк (623) - Артиллерия и инженерные войска: - Артиллерийские роты (3-й полк) (341) - 1 конно-артиллерийская рота (110) - 1/Императорский гвардейский артиллерийский поезд (380) - Артиллерийский обоз контракта Жульена (120) - Пионеры (131) - 8-й батальон военного снаряжения (122) | - Корпус наблюдения за океанскими побережьями дивизионного генерала Монси - 1-я дивизия: дивизионный генерал Муснье - Бригада бригадного генерала Брюн - Бригада бригадного генерала принца Изембурга - 1-й временный линейный полк (2 088) - 2-й временный линейный полк (2,183) - 3-й временный линейный полк (2,118) - 4-й временный линейный полк (2,232) - Вестфальский батальон (1078 человек) - 2-я дивизия: дивизионный генерал Гоберт - Бригада бригадного генерала Лефранка - Бригада бригадного генерала Дюфура - 5-й временный линейный полк (2,095) - 6-й временный линейный полк (1,851) - 7-й временный линейный полк (1,872) - 8-й временный линейный полк (1,921) - Ирландский легион (1) (654) - 3-я дивизия: дивизионный генерал Морло - Бригада бригадного генерала Приве - Бригада бригадного генерала Ватье - 9-й временный линейный полк (2 448) - 10-й временный линейный полк (2,146) - 11-й временный линейный полк (2 062) - Полк де Прусса (1) (493) - Кавалерийская дивизия: дивизионный генерал Груши - Бригада бригадного генерала Приве - Бригада бригадного генерала Ватье - 1-й временный драгунский полк (660) - 2-й временный драгунский полк (872) - 1-й временный гусарский полк (597) - 2-й временный гусарский полк (72 л) - Артиллерия и инженерные войска: - Артиллерийские роты (3-й и 5-й полки) (326) - Конно-артиллерийские роты (3-й и 5-й полки) (250) - Артиллерийский обоз Императорской гвардии (274) - 12-й обозный батальон (324) - Пионеры (76) - Корпус наблюдения за западными Пиренеями: маршал Бессьер - 1-я дивизия: дивизионный генерал Мерль - Бригада бригадного генерала Дарманьяк - Бригада бригадного генерала Галуа - 1/47-й линейный полк (1,235) - 1/86-й линейный полк (гренадерские и вольтижёрские каре) (23л) - 3-й швейцарский полк (721) - 1-й маршевый полк (965) - 1-й дополнительный полк легиона резерва (2 096) - 2-я дивизия: дивизионный генерал Вердье - Бригада бригадного генерала Сабатье - Бригада бригадного генерала Дюко - 17-й временный полк (2,110) - 18-й временный полк (1,928) - 13-й временный полк (2,185) - 14-й временный полк (2 295) - Кавалерийская дивизия дивизионного генерала Ласаля - 10-й конноегерский полк (469) - 22-й конноегерский полк (460) - 3-й маршевый эскадрон кирасиров (153) - Корпус наблюдения за восточными Пиренеями: дивизионный генерал Дюшме - 1-я дивизия: дивизионный генерал Шабран - Бригада бригадного генерала Гулас - Бригада бригадного генерала Николя - 1/, 2/7-й линейный полк (1,785) - 3/16-й линейный полк (789) - 3/2-й швейцарский полк (580) - 3/2-й линейный полк (610) - 3/37-й линейный полк (656) - 4/56-й линейный полк (833) - 3/93-й линейный полк (792) - 2-я дивизия: дивизионный генерал Лекки - Бригада бригадного генерала Милоревиц - 1/, 2/1-й неаполитанский линейный полк (1,944) - 1/Итальянские королевские велиты (519) - 2-й итальянский линейный полк (740) - 4-й итальянский линейный полк (587) - 5-й итальянский линейный полк (806) - Французская кавалерийская дивизия: дивизионный генерал Бессьер - 3-й временный кирасирский полк (409) - 3-й временный конноегерский полк (416) - Неаполитанская и итальянская кавалерия бригадного генерала Шварца - Итальянский конноегерский полк принца Рояля (504) - 2-й неаполитанский конноегерский полк (388) - Артиллерия и инженерные войска: - Артиллерийская рота (2-й полк) (114) - 6-й обозный артиллерийский батальон (87) - 11-я итальянская пешая артиллерийская рота (85) - Итальянский гвардейский артиллерийский обоз (70) - Императорская гвардия: - Бригада бригадного генерала Дорсена - 1-й фузилёрный полк (1,570) - 2-й фузилёрный полк (1,499) - Гвардейская морская пехота - Бригада бригадного генерала Фридерихса - Гвардейский драгунский полк (252) - Гвардейский полк конных егерей и мамелюков (321) - Элитный жандармский полк (304) - Польский легкоконный полк (737) - Легкоконный полк Клеве-Берга (148) - Пешая артиллерия (409) - Конная артиллерия (345) - Артиллерийский обоз (827) |